# Yoel Acosta Chirinos
Yoel Candelario Acosta Chirinos, né le 1er septembre 1951 dans l'État de Falcón, est un militaire et une personnalité politique du Venezuela. 
Il est le fondateur du Movimiento Bolivariano Revolucionario 200 (MBR-200). 